# Sant Marc de Bellestar
Sant Marc de Bellestar és una capella del nucli de població de Bellestar al municipi de Montferrer i Castellbò (Alt Urgell). L'edifici està inclòs en l'Inventari del Patrimoni Arquitectònic de Catalunya.

## Descripció
És un petit temple d'una sola nau, capçat a ponent amb capçalera plana i amb coberta de fusta de doble vessant que sosté un llosat. Presenta un petit àmbit presbiterial format per una fornícula profunda que no es reflecteix externament en planta. La porta d'accés es troba a la façana de llevant i és en arc de mig punt. A la dreta de la porta hi ha una finestra quadrangular. L'exterior de l'església està arrebossat. Una gran creu de ferro, plantada a terra, sobresurt de la capçalera de la capella.

## Història
La capella de Sant Marc de Bellestar apareix esmentada com a capella annexa de l'església parroquial de Sant Pere de Bellestar l'any 1758. Malgrat correspondre la titularitat del temple al Bisbat d'Urgell, aquesta entitat no és titular de la parcel·la on s'enclava.
L'església està consagrada a sant Marc Evangelista. El diumenge de Sant Marc, o el diumenge següent, es fa un aplec a l'ermita i aquell mateix cap de setmana se celebra la festa petita o de primavera de Bellestar.